# Subliminal Genocide
Albums de Xasthur
To Violate the Oblivious
(2004) Defective Epitaph
(2007)
Subliminal Genocide est le cinquième album studio du projet solo de black metal américain Xasthur. L'album est sorti le 12 septembre 2006 sous le label Hydra Head Records.

## Musiciens
- Malefic – Chant, guitares, basse, batterie, claviers

## Liste des morceaux
1. Disharmonic Convergence - 1:50
2. The Prison of Mirrors - 12:42
3. Beauty is only Razor Deep - 7:00
4. Trauma will Always Linger - 8:29
5. Pyramid of Skulls - 2:36
6. Arcane and Misanthropic Projection - 9:40
7. Victim of Your Dreams - 6:12
8. Through a Trance of Despondency - 3:30
9. Loss and Inner Distortion - 4:04
10. Subliminal Genocide - 8:49
11. Malice Hidden in Surrealism - 6:37